# Виктор Хедман
Виктор Ерик Олоф Хедман (швед. Victor Erik Olof Hedman — Ерншелдсвик, 18. децембар 1990) професионални је шведски хокејаш на леду који игра на позицијама одбрамбеног играча.
Члан је сениорске репрезентације Шведске за коју је на међународној сцени дебитовао на светском првенству 2010. године. Био је члан шведског тима и на СП 2017. када су Швеђани освојили титулу светских првака. 
Учествовао је на улазном драфту НХЛ лиге 2009. где га је као 2. пика у првој рунди одабрала екипа Тампа беј лајтнингса. За тим из Тампе Хедман је дебитовао већ следеће сезоне, у утакмици против Атланта трашерса играној 3. октобра. Током локаута у НХЛ лиги у сезони 2012/13. одиграо је 26 утакмица за екипу Бариса из Астане у КХЛ лиги.